# Bismark, Tyskland
Bismark (Altmark) är en stad i Landkreis Stendal i förbundslandet Sachsen-Anhalt i Tyskland.
Styaden bildades den 1 januari 2010 genom en sammanslagning av de tidigare kommunerna Badingen, Berkau, Bismark (Altmark), Büste, Dobberkau, Garlipp, Grassau, Hohenwulsch, Holzhausen, Käthen, Kläden, Könnigde, Kremkau, Meßdorf, Querstedt, Schäplitz, Schernikau, Schorstedt och Steinfeld (Altmark) i den nya staden Bismark (Altmark). Schinne uppgick i den nya staden den 1 september 2010.